# Josef Zasche
Josef Zasche (9. listopadu 1871, Jablonec nad Nisou – 11. října 1957, Schackensleben, Německo) byl architekt německé národnosti působící v první polovině 20. století v Čechách.

## Život
Narodil se 9. listopadu v Jablonci nad Nisou, v rodině brusiče skla Josefa Zasche a jeho manželky Františky, rozené Feixové. Poté navštěvoval v letech 1885–1889 stavební oddělení průmyslové školy v Liberci. V té době zde studoval rovněž Adolf Loos. Poté odešel studovat do Vídně na Akademii výtvarných umění, kde studoval architekturu u profesora Karla von Hasenauera, na praxi nastoupil v ateliéru Friedricha Schachnera.
Své první významné projekty však realizoval v severních a západních Čechách – například kostel Povýšení sv. Kříže v Jablonci, spořitelnu v Aši a výstavní pavilon v Liberci. V roce 1906 mu byl propůjčen titul stavební rada a začal se prosazovat také v Praze. Pro sochaře Karla Wilferta ml. navrhl tzv. Modrou vilu, dále palác Pražské železářské společnosti, dům U tří jezdců a cenou pro nejlepší stavbu Rakousko-Uherska postavenou v letech 1900–1910 oceněný palác Vídeňské bankovní jednoty. Dále navrhl lidovou knihovnu „Weinmanneum“ v Ústí nad Labem, okresní chudobinec v Chomutově, v Praze pak palác Asekuračního spolku průmyslu cukrovarnického a v Jablonci kostel Nejsvětějšího Srdce Ježíšova.
Byl jedním z architektů německého původu, kteří spolupracovali s architekty českými. Udržoval přátelské vztahy s Janem Kotěrou a Pavlem Janákem, se kterým spolupracoval na stavbě pražského rondokubistického paláce Adria v Praze. Byl zván do porot architektonických soutěží, byl členem kuratoria německé sekce Moderní galerie Království českého, dále členem Německé společnosti věd a umění v Československé republice, byl také předsedou Společnosti německých architektů v Čechách.
I když nikdy nebyl nacistou – hlásil se k sociální demokracii – byl 7. května 1945 internován, jeho kancelář v Mezibranské ulici na Novém Městě byla vydrancována a archiv zničen. Po propuštění byl přinucen nejprve opustit Prahu a později byl – přes přímluvy svých českých kolegů – vysídlen do Německa, kde v roce 1957 zemřel ve vesnici Schackensleben poblíž Magdeburgu.

### Rodinný život
Roku 1895 se přestěhoval do Prahy. Zde se 15. listopadu 1911 oženil s pražskou Němkou Blankou Kretzschmarovou (1876–??), se kterou měl dceru Blanku Dagmar (23.10.1911–30.6.1930). (Starší dcera Aglaia vdaná Herzog (1900–??) se Blance Kretschmarové narodila před manželstvím.)

## Dílo
- 1900–1902 Starokatolický kostel Povýšení sv. Kříže, Jablonec nad Nisou, náměstí Boženy Němcové
- 1903          Soutěžní projekt na městské divadlo v Jablonci nad Nisou[6]
- 1903-1905 Spořitelna a obchodní akademie, Ústí nad Labem, č. p. 1670, Pařížská 15[2]
- 1904          Záložna resp. spořitelna, Aš, č. p. 239, Hlavní 23 (dnes knihovna)[7]
- 1904–1905 Vila Karla Wilferta, zvaná též Modrý dům, Praha-Holešovice, č. p. 291, Na Špejcharu 3[8] – vila pro sochaře Karla Wilferta
- 1906          Hrobka Josefa Scheiblera, Jablonec nad Nisou
- 1905–1906 Vila Heinricha Dresslera, Jablonec nad Nisou, čp. 1885, Jugoslávská 13 [9]
- 1906          Výstavní pavilon Dům umění na výstavě německých obyvatel na českém území, Liberec,
- 1906–1907 Palác Pražské železářské společnosti (Prager Eisenindustrie-Gesellschaft), Praha-Nové Město, čp. 1015, Opletalova 55 – stavitel:Matěj Blecha, sochařská výzdoba: Josef Kocourek, Hans Dietrich.[10]
- 1906–1908 Palác Vídeňské bankovní jednoty, Praha-Staré Město, čp. 390, Na Příkopě 3, spolupráce: autor interiéru Alexander Neumann – za tuto realizaci obdržel Zasche cenu za nejlepší stavbu v Rakousko-Uhersku v období 1900-1910
- 1906–1908 Spolkový a nájemní dům U tří jezdců, Praha-Nové Město, čp. 869, Senovážné náměstí 28 – na místě domu, zbořeného v roce 1907, byl vystavěn spolkový dům s byty, kancelářemi, restaurací a divadelním sálem. Objekt byl součástí Německého domu (Deutsches Haus), který patřil spolku Deutsches Kasino (Verein Deutsches Casino). V divadelním sále působil od roku 1920 Německý divadelní spolek. Zde v letech 1923-1944 působila Malá scéna Nového německého divadla (Kleine Bühne, Neues deutsches Theater in Prag) v roce 1941 přejmenovaná na Komorní divadlo (Kammerspiele). V letech 1945-1949 zde bylo Divadlo mladých pionýrů a od roku 1950 Ústřední loutkové divadlo, které bylo v průběhu let několikrát přejmenováno (1987-1988 Divadlo U věže, 1988-1991 Divadlo U Jindřišské věže, 1991-1999 Minor – Divadlo herce a loutky. V roce 1999 byl dvorní objekt divadla zbořen v rámci přestavby areálu Slovanského domu.[11][12]
- 1907 družstevní zahradní město, Teplice, ulice Pařížská, Francouzská, Polská a Varšavská[13]
- 1907–1908 nerealizovaný projekt na novostavbu Německého domu na místě bývalého Vernierovského paláce (též palác hrabat Příchovských, dnes Slovanský dům)
- 1908          Česká eskomptní banka, Ústí nad Labem; ustoupila výstavbě Benešova mostu[14]
- 1908          Koncertní sál pro Jubilejní výstavu Obchodní a živnostenské komory v Praze
- 1910–1912 Lidová knihovna Weinmanneum, Ústí nad Labem, v roce 1945 poškozena při náletu, v roce 1947 zbořena [2]
- 1911          Vila Josefa Geibische, Jablonec nad Nisou, čp. 2137, Korejská ulice 21 [15]
- 1911         dělnická kolonie Spolku pro lidové bydlení při Mannesmannových válcovnách trub, Chomutov, kolonie byla v osmdesátých letech dvacátého století zbořena, zachován zůstal pouze dům č. p. 710, Grégrova 55[16]
- 1911         Prádelna (později dům zahradníka) v zámeckém areálu Vrchotovy Janovice[17]
- 1911–1912 Palác Pojišťovacího spolku průmyslu cukrovarnického (Asekurační spolek průmyslu cukrovarnického), Praha-Nové Město, čp. 976, Senovážné náměstí 31-33, spoluautor: Theodor Fischer – novobarokní dům s kubistickými a novoklasicistickými prvky. Zasche je autorem půdorysného a konstrukčního řešení, Fischer je autorem průčelí. Projekt 1911-1912, stavba 1912-1916. Interiér byl několikrát upravován. Nejvýznamnější úpravy byly: 1950-1951 Ladislav Machoň pro ministerstvo výživy; 1991-1992 Jiří Kantůrek pro IPB.[18]
- 1911–1913 Okresní chudobinec císařovny Alžběty v Chomutově (Elisabethhaus), Chomutov, čp. 403
- 1912          Česká spořitelna, Ústí nad Labem, č. p. 899 (zanikla)[19]
- 1912–1914 Palác Všeobecného penzijního ústavu, Praha-Nové Město, čp. 390, Rašínovo nábřeží 42, spoluautor Jan Kotěra, Zadavatel – česko-německý Všeobecný penzijní ústav – rozdělil zakázku mezi Němce Josefa Zascheho, který je autorem půdorysného a konstrukčního řešení a Čecha Jana Kotěru, který je autorem průčelí a výzdoby interiérů.[20]
- 1918          Hrobka Carla Neumanna, židovský hřbitov Liberec
- Vila, Praha-Bubeneč, čp. 545, Pod kaštany 24
- 1921          nástavba 3. a 4. patra na dům čp. 146, Praha-Nové Město, V jirchářích 5, Ostrovní 16 – nástavba na dům z roku 1836 od Josefa Klemense Zobece [21]
- 1922–1925 Palác pojišťovny Riunione Adriatica di Sicurità – Palác Adria, Praha-Nové Město, čp. 36, Jungmannova 31, Národní 40 autor průčelí Pavel Janák – pojišťovna původně zadala projekt Zaschemu. Po připomínkách pražského magistrátu vypsala pojišťovna na řešení průčelí budovy soutěž. Té se zúčastnili: Bohumil Hypšman, Bohumír Kozák, Josef Zasche, Miloš Vaněček a Pavel Janák. Zvítězil návrh Pavla Janáka ve stylu "národního" rondokubismu. Plastiky pro průčelí s námětem práce vytvořil Otto Gutfreund. Ty byly ale zástupci investora odmítnuty (dnes jsou ve sbírce Národní galerie v Praze). V objektu se nacházel též fotografický ateliér Illek a Paul.[22]
- 1925–1926 nástavba 4. patra na dům čp. 1683, Praha-Nové Město, Opletalova 41[23]
- Vila, Praha-Bubeneč, čp. 807, Na Zátorce 11
- 1929          Dům Deutsche Kulturverband (DKV), Praha-Holešovice, čp. 1452, Šimáčkova 14–16 – původně centrála Německého kulturního spolku pro české země[24], od roku 1970[25] základní umělecká škola a Dům dětí a mládeže Praha 7
- 1930–1931 Římskokatolický kostel Nejsvětějšího Srdce Páně, Jablonec nad Nisou, Horní náměstí 12 – první zadání na tuto stavbu obdržel již v roce 1898, v průběhu let vypracoval řadu variant této stavby. Nakonec byl realizován modernistický projekt z roku 1930, dokončen byl v roce 1931.
- 1932          Palác Pražského lidovýchovného spolku Urania (Prager Volksbildungsverein Urania), Praha-Nové Město, čp. 1205, Klimentská 4 – dnes studio FAMU

Dále je autorem rodinných domů v Králově Dvoře (1906), Teplicích (1912) a Grazu (1930).

## Galerie

Stavby Josefa Zascheho
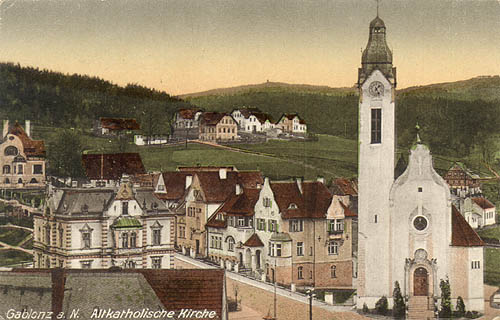
Starokatolický kostel, Jablonec nad Nisou, 1902-1903
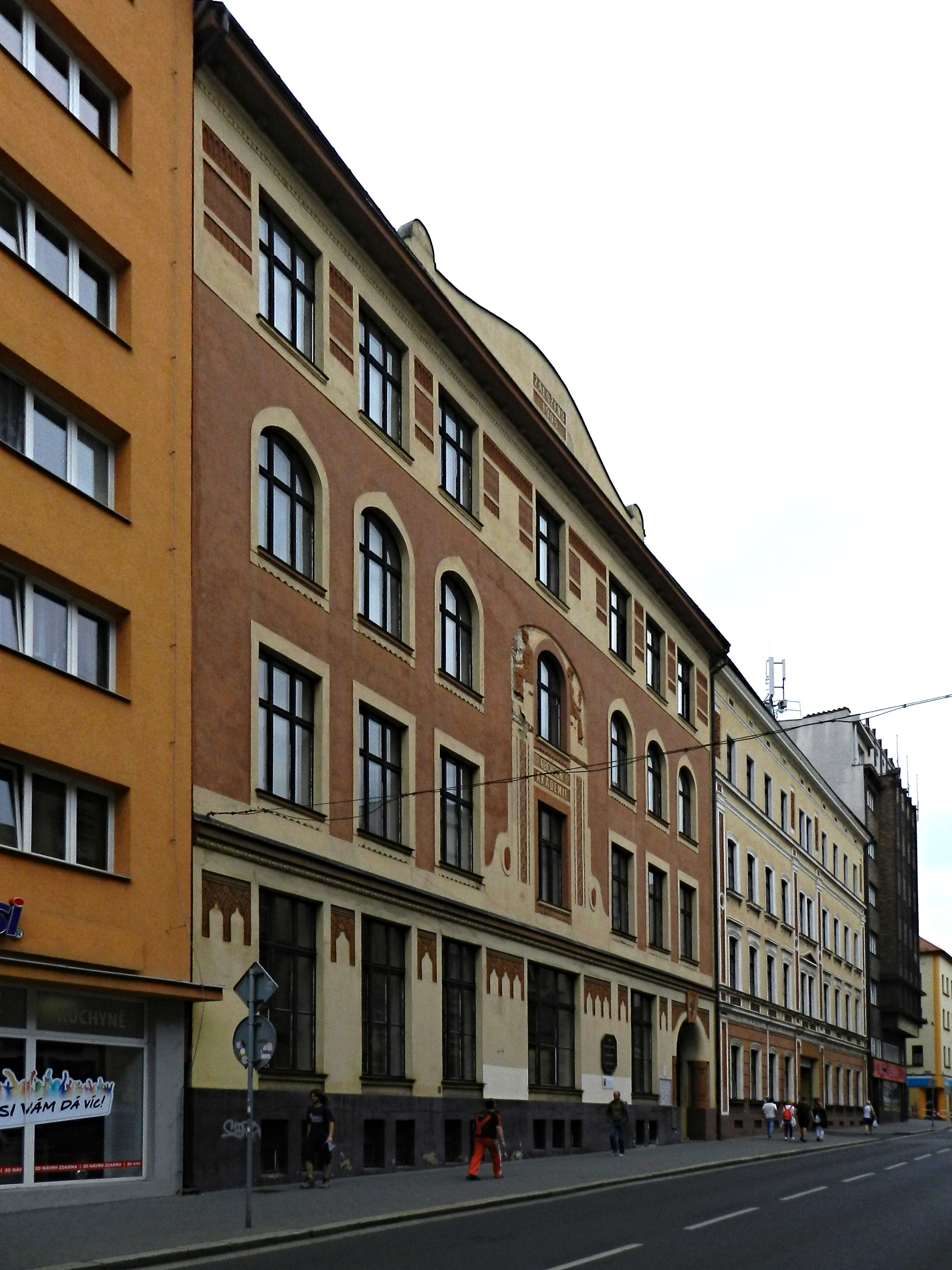
Spořitelna a obchodní akademie, Ústí nad Labem, 1903-1905
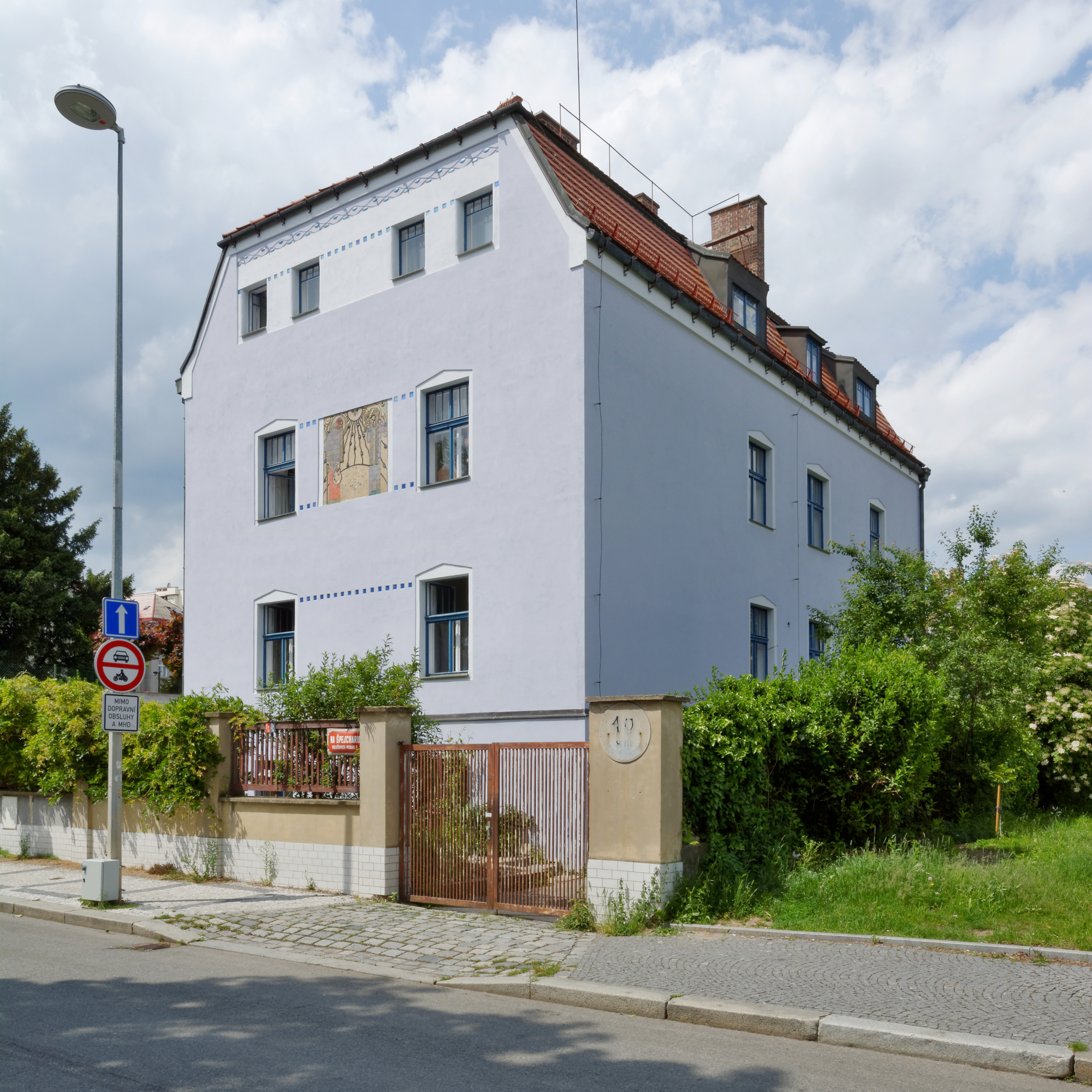
Vila Karla Wilferta, Praha, 1904-1905
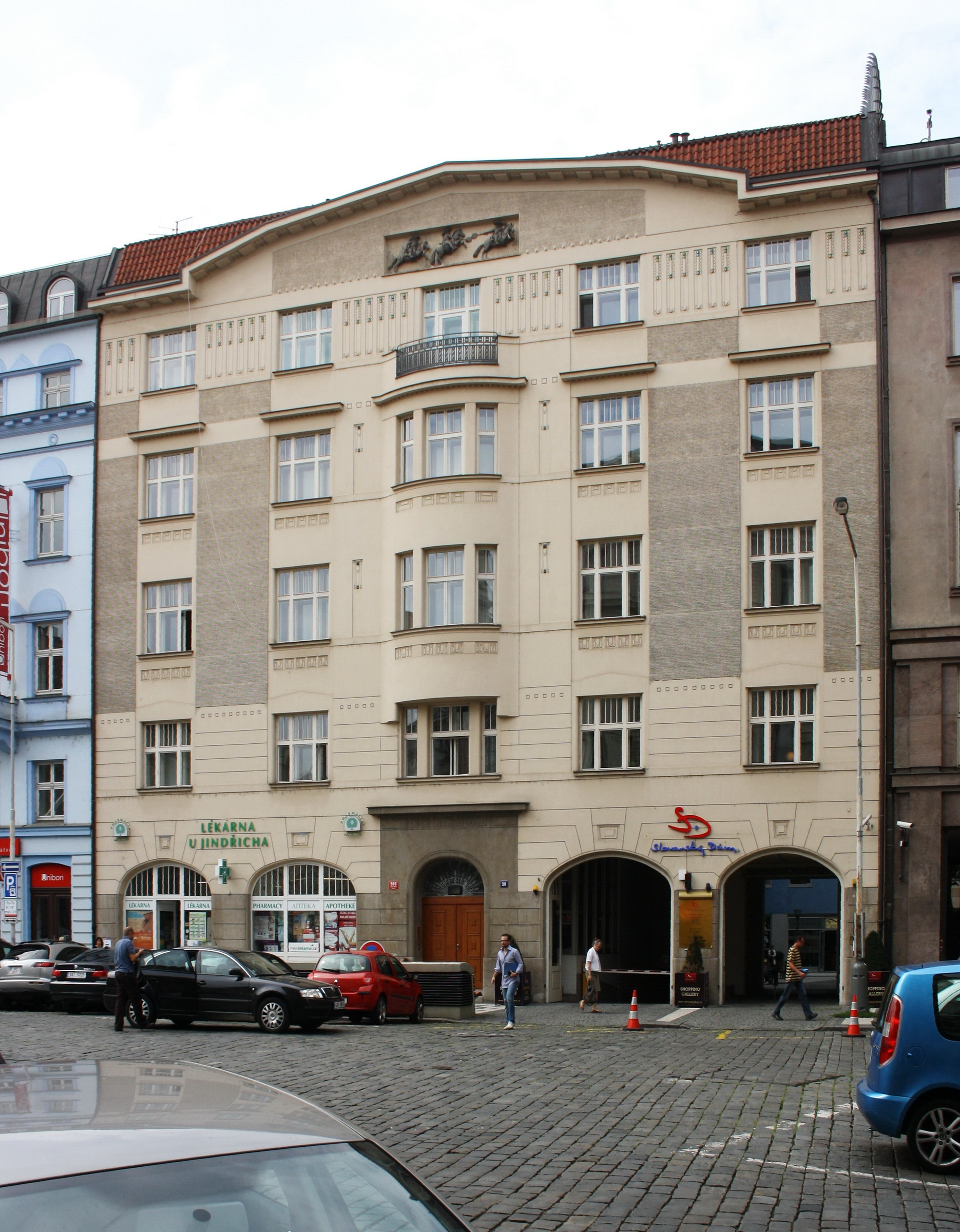
Dům U tří jezdců (Malá scéna Nového německého divadla), Praha, 1906–1908
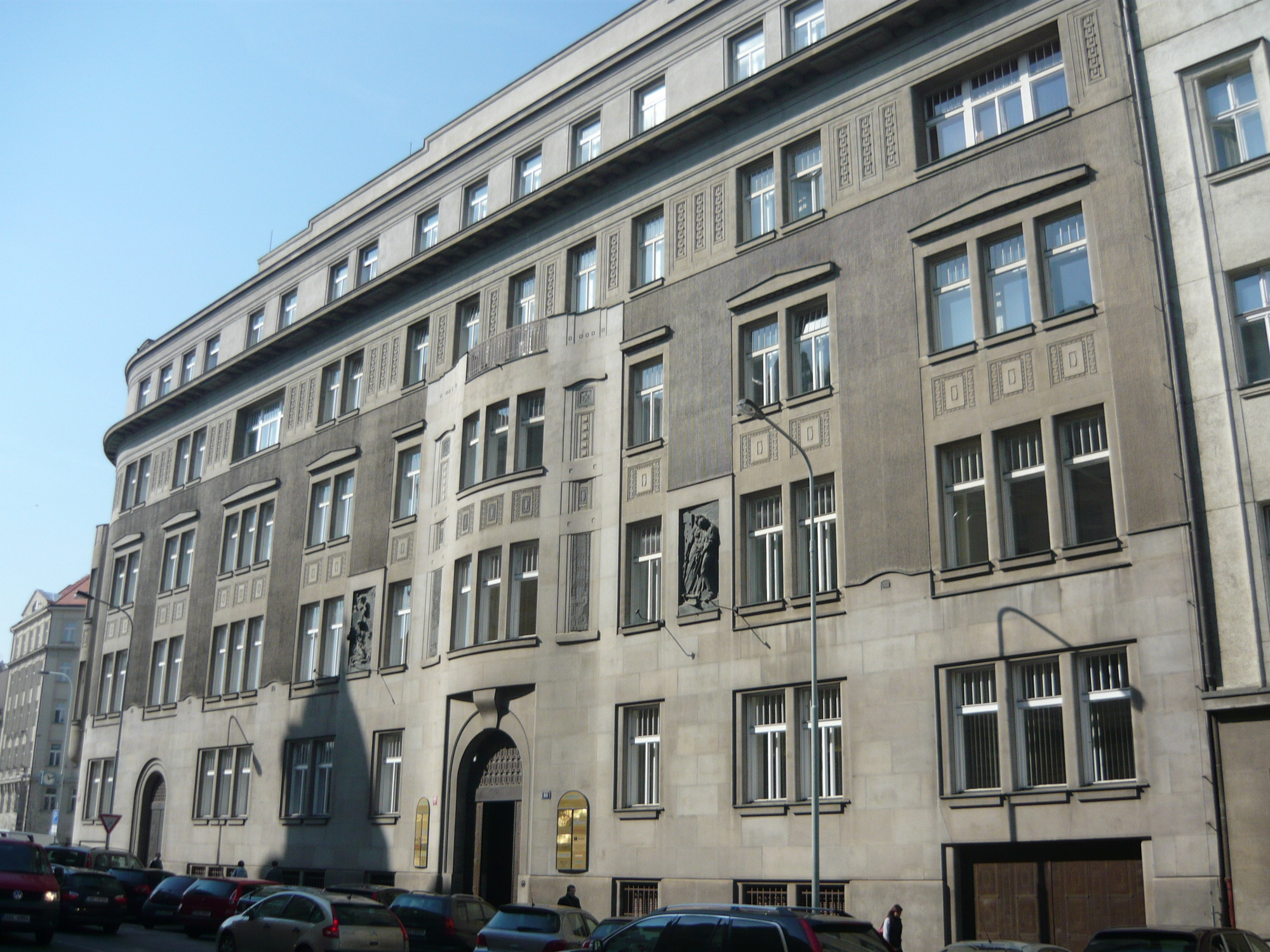
Palác Pražské železářské společnosti, Praha, 1906-1907, průčelí do Opletalovy ulice
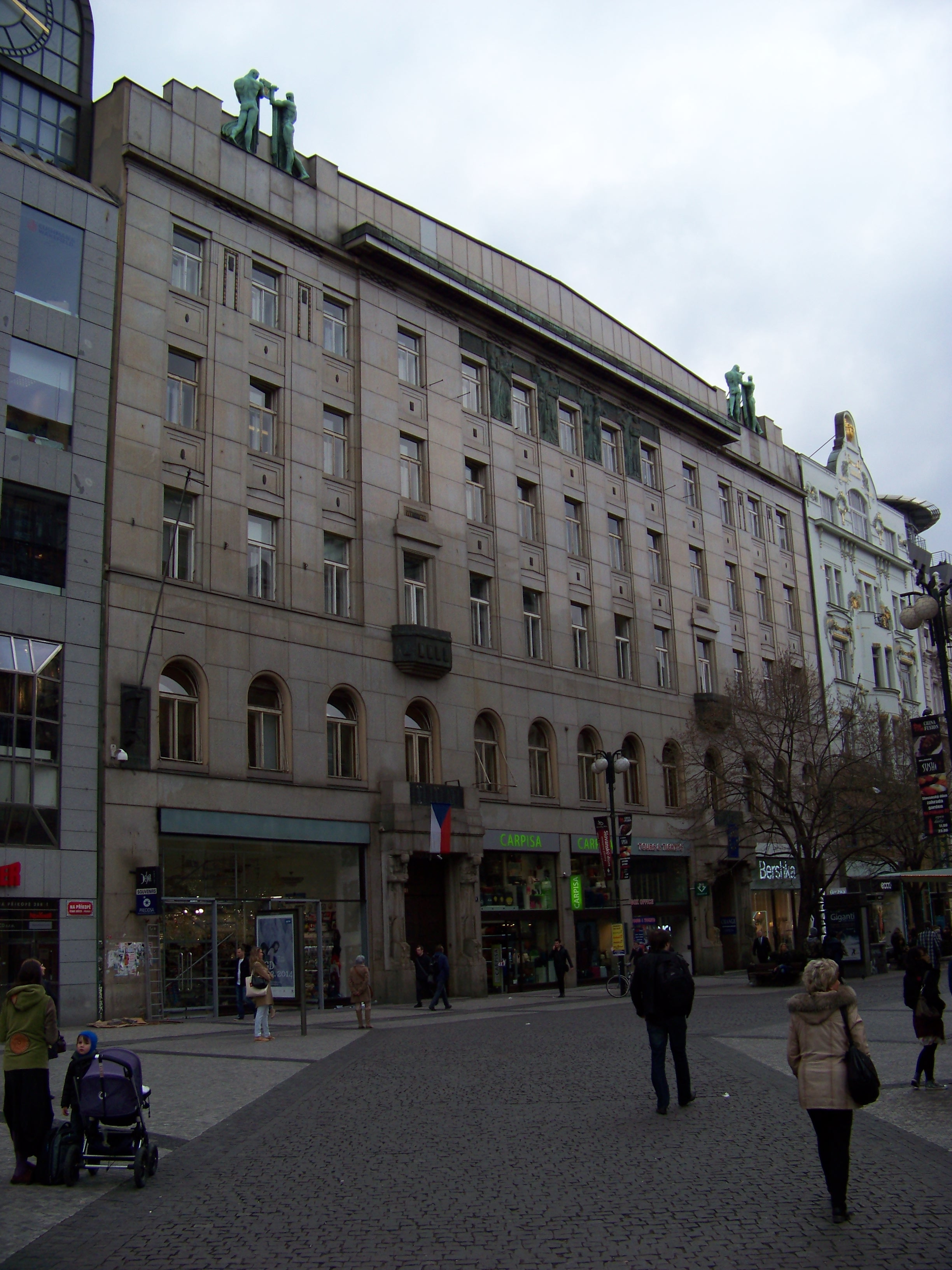
Palác Vídeňské bankovní jednoty, Praha, 1906-1908
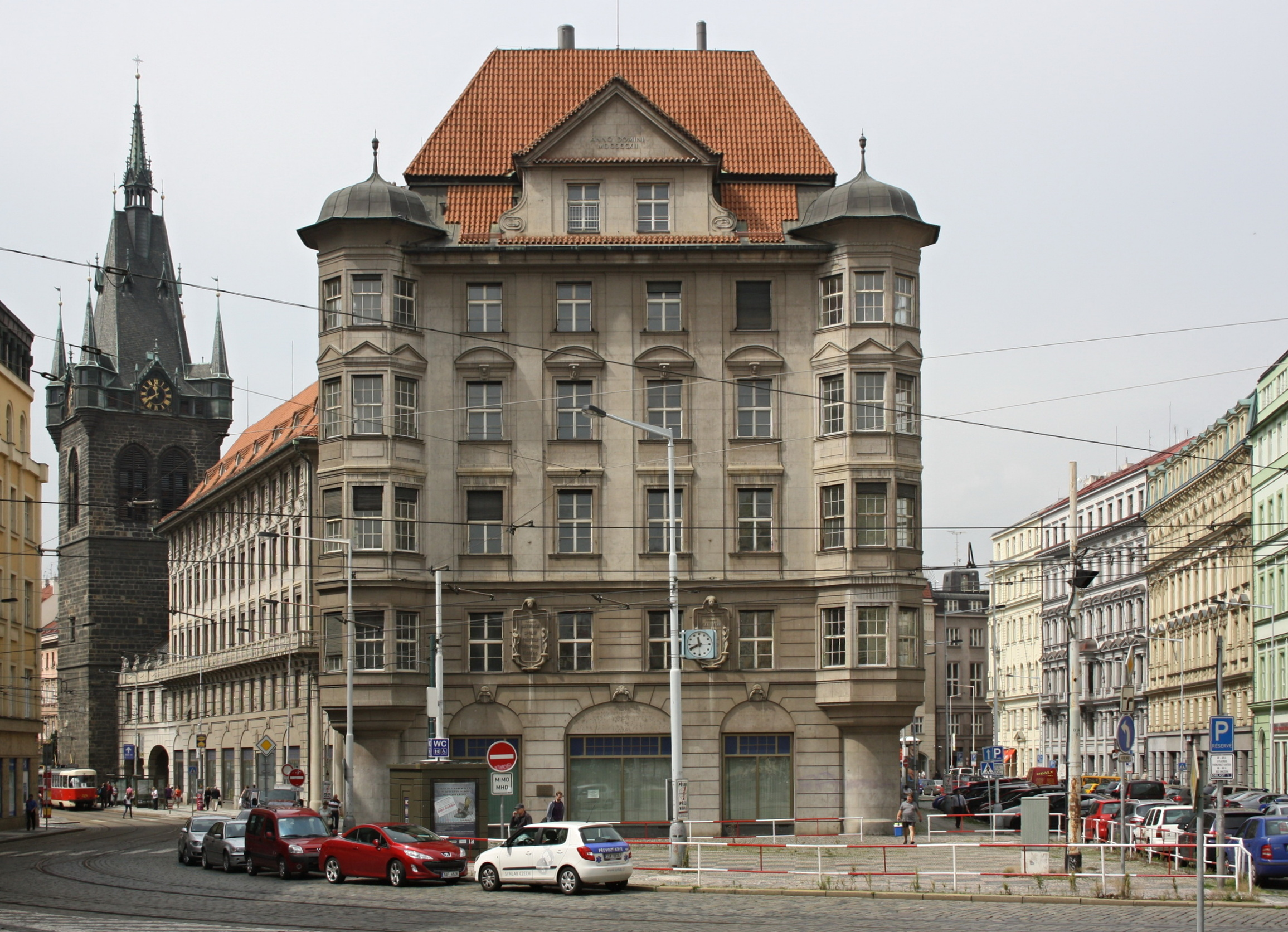
Budova Asekuračního spolku průmyslu cukrovarnického, Praha, východní průčelí, projekt 1911-1912, stavba 1912-1916
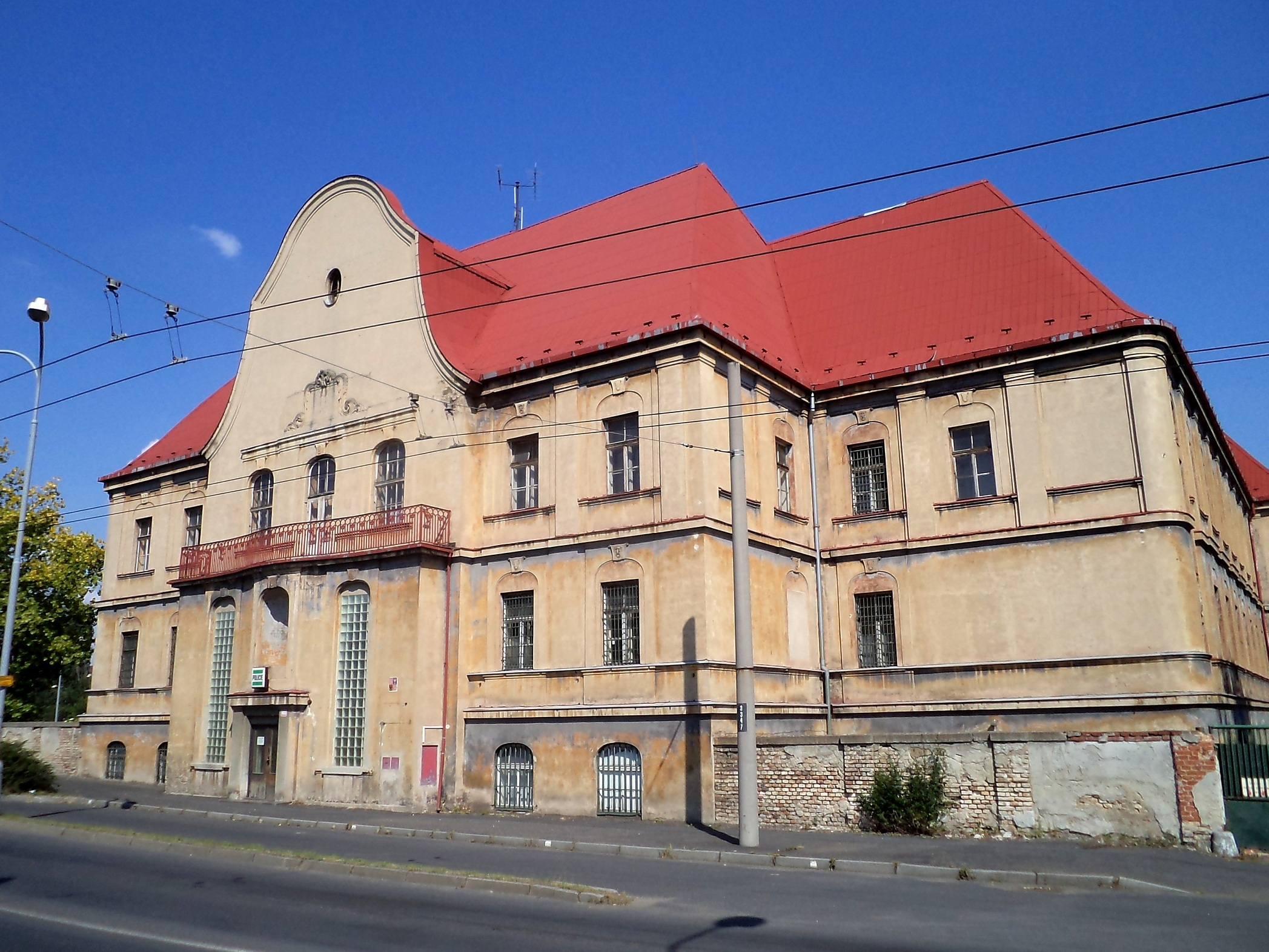
Chudobinec císařovny Alžběty, Chomutov, 1911-1913
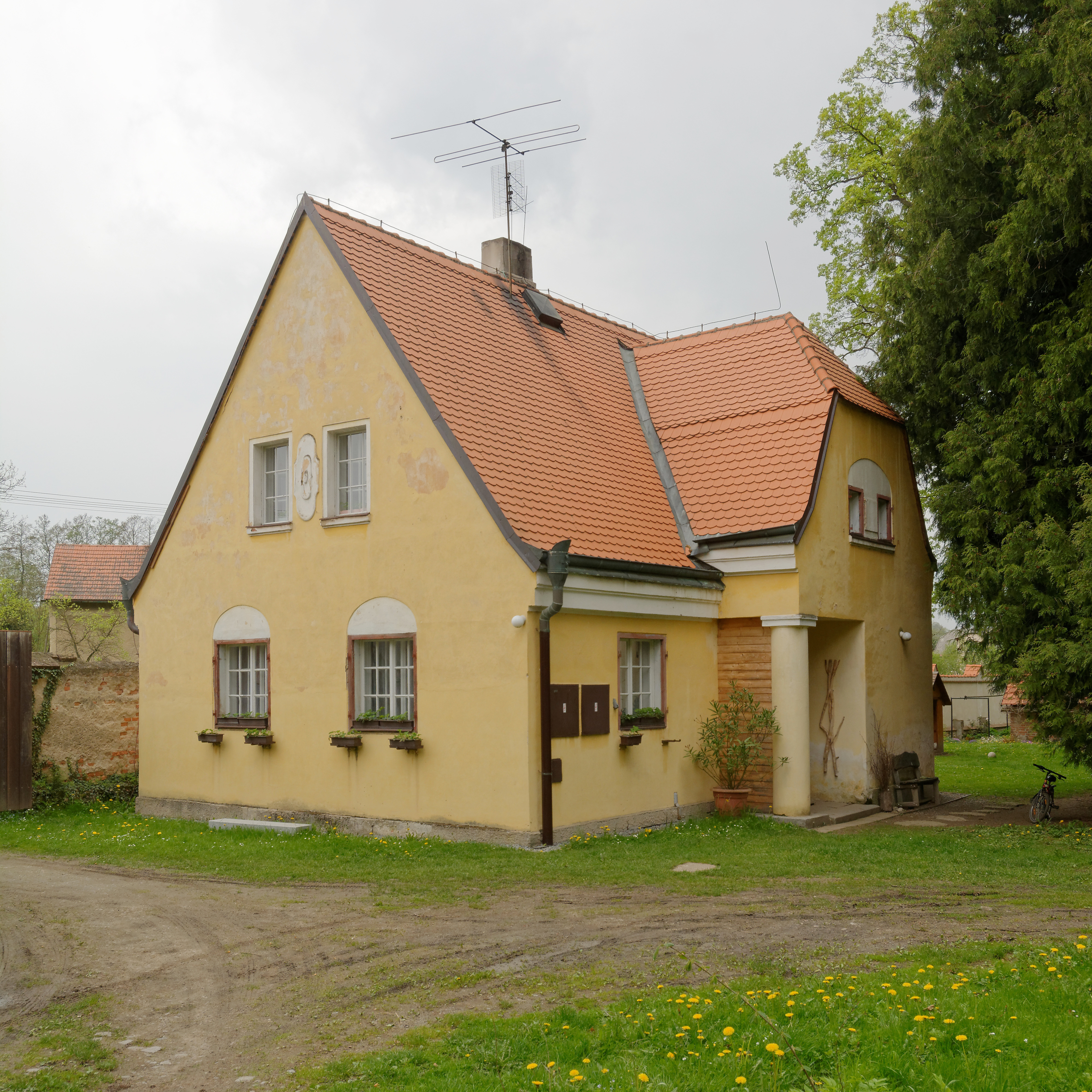
Vrchotovy Janovice, bývalá zámecká prádelna, 1912.
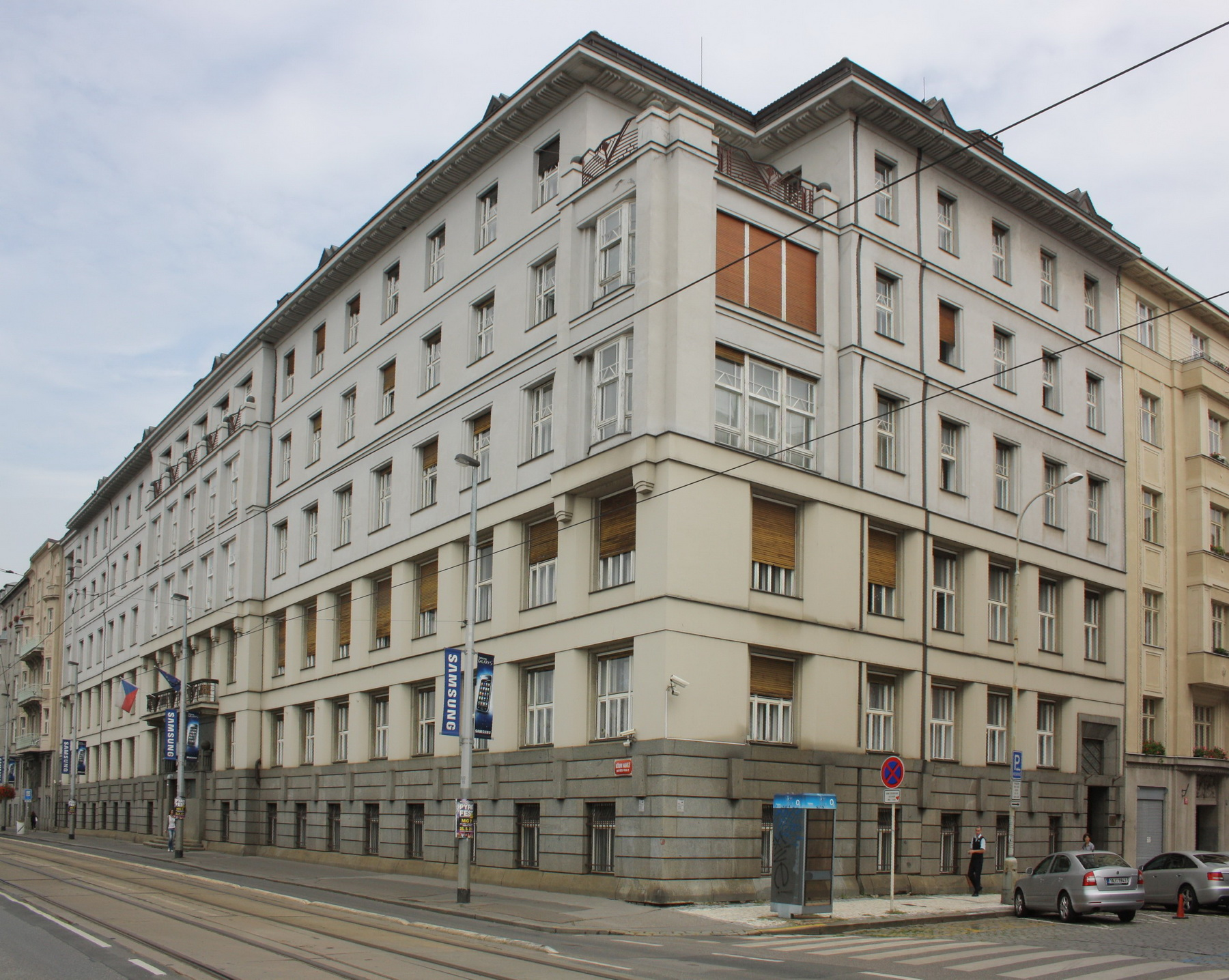
Palác Všeobecného penzijního ústavu, Praha, 1912-1914, spoluautor: Jan Kotěra.
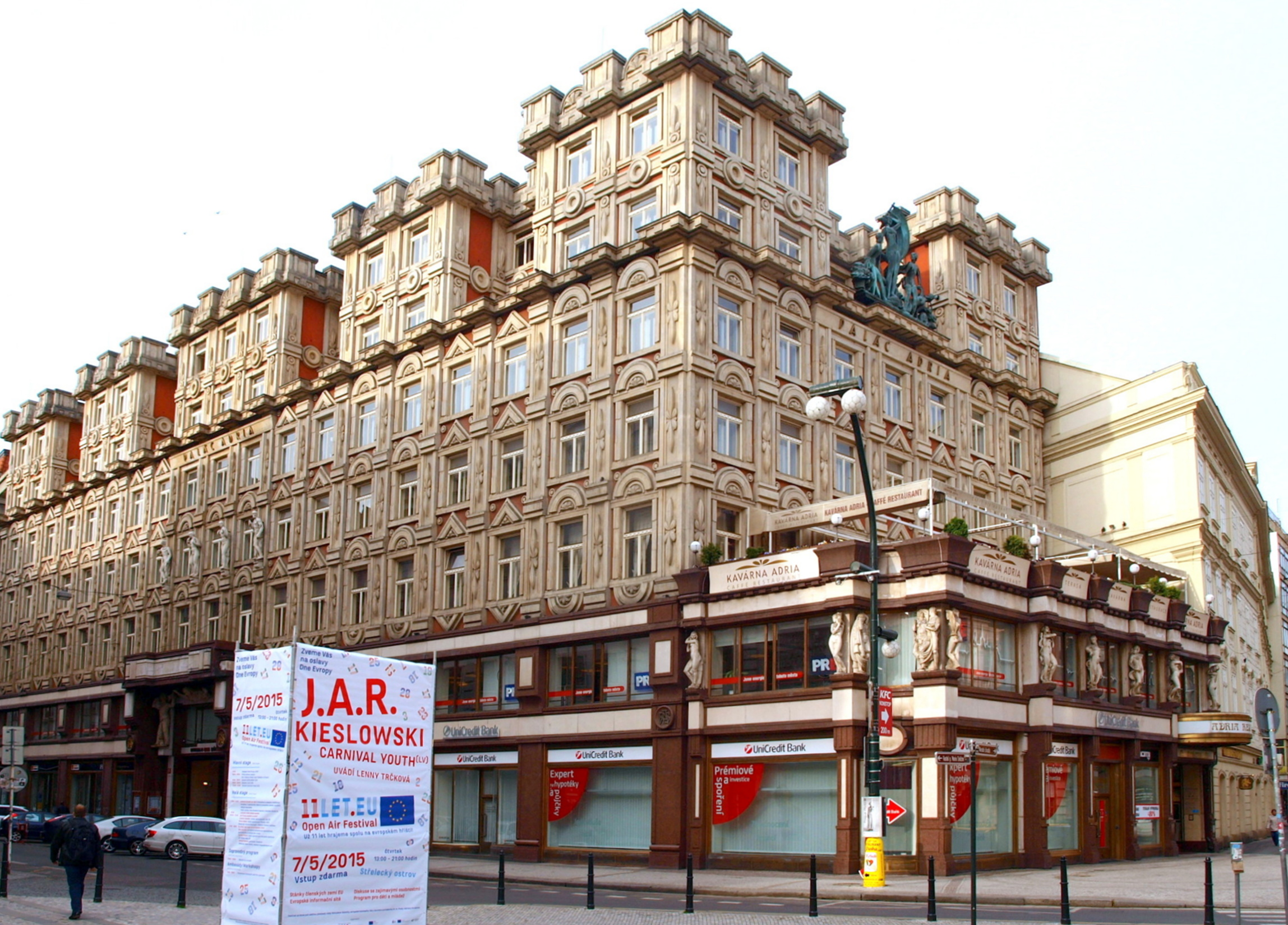
Palác Adria, Praha, 1922–1925, autor dispozice, autor průčelí: Pavel Janák.
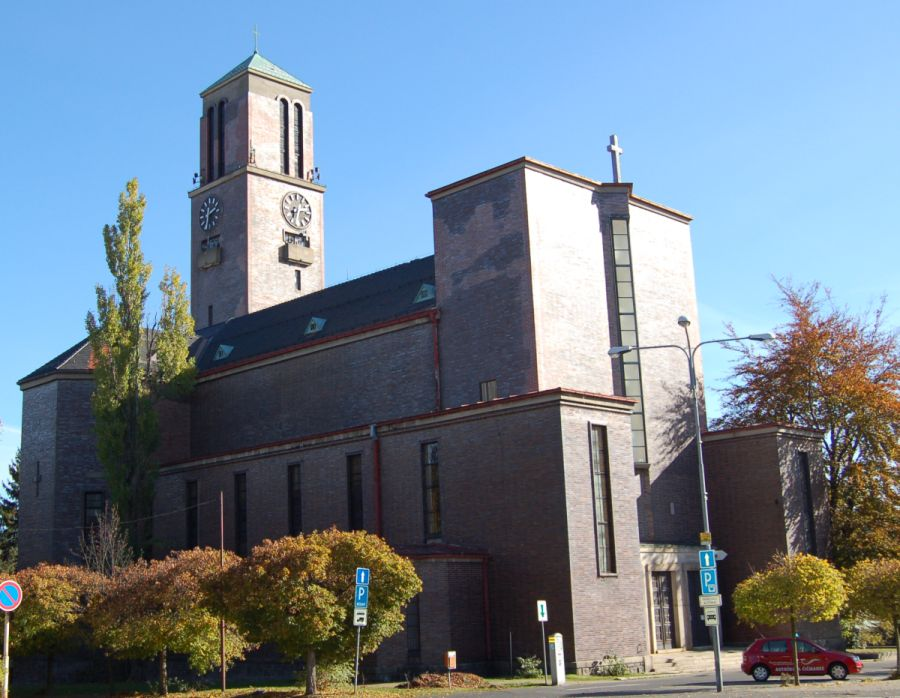
Římskokatolický kostel Nejsvětějšího Srdce Páně, Jablonec nad Nisou, 1930-1931